# 松山東警察署
松山東警察署（まつやまひがしけいさつしょ）は、愛媛県警察が管轄する警察署の一つである。愛媛県の筆頭警察署。そのため県内警察署の中で、唯一署長が警視正（他警察署長は警視）。
2023年2月27日より新庁舎での業務を開始した。県警本部の自動車警ら隊が併設されている。

## 所在地
- 愛媛県松山市勝山町二丁目13番地2

## 管轄区域
- 松山市（松山西警察署及び松山南警察署の管轄区域を除く）

## 沿革
- 2023年（令和5年）2月27日 - 新庁舎での業務を開始

## 組織
- 署長
- 副署長
- 警務課 - 警務係、被害者支援係、警察相談係
- 会計課 - 会計係
- 留置管理課 - 留置第一係、留置第二係
- 生活安全課 - 生活安全係、申請許可係、特別法犯係、人身安全対策係、警察相談係、少年係
- 刑事第一課 - 指導係、強行犯係、性犯罪捜査係、鑑識係
- 刑事第二課 - 知能犯係、組織犯係
- 刑事第三課 - 盗犯係、手口係
- 地域指導課 - 地域係、通信指令係、安全安心推進係、地域特捜係
- 地域第一課 - 自動車警ら係
- 地域第二課 - 自動車警ら係
- 地域第三課 - 自動車警ら係
- 交通第一課 - 指導係、交通係、交通機動係
- 交通第二課 - 指導係、交通係
- 警備課 - 警備係
- 繁華街対策課 - 繁華街対策係
- 街頭犯罪対策隊
- 組織犯罪対策隊

## 交番
（ ）の中は所在地
- 一番町交番（松山市一番町二丁目6番地10）
- 大街道交番（松山市大街道一丁目1番地7）
- 市駅前交番（松山市末広町19番地5）
- 松山駅前交番（松山市宮田町12番地）
- 城北交番（松山市木屋町二丁目7番地18）
- 道後交番（松山市道後町一丁目9番10号）
- 素鵞交番（松山市小坂一丁目2番30号）
- 御幸交番（松山市御幸二丁目4番26号）
- 余戸交番（松山市余戸東二丁目13番29号）

## 駐在所
（ ）の中は所在地
- 潮見駐在所（松山市谷町甲173番地7）
- 伊台駐在所（松山市下伊台町乙74番地104）
- 湯山駐在所（松山市末町甲222番地3）